# Keiko Agena
Christine Keiko Agena (født 3. oktober 1973 i Honolulu, Hawaii) er en amerikansk skuespiller kendt professionelt som Keiko Agena.
Hun er mest kendt for din rolle som Lane Kim i TV-serien Gilmore Girls og som Pam Bradley i tv-serien Døde piger lyver ikke.